# Skirgiełło
Skirgiełło Olgierdowicz, lit. Skirgaila, imię chrzestne Iwan (ur. ok. 1354/1355, zm. przed 24 grudnia 1394 lub 23 grudnia 1396 w Kijowie) – namiestnik w Wielkim Księstwie Litewskim w latach 1386–1392/1394, książę kijowski 1392–1396.

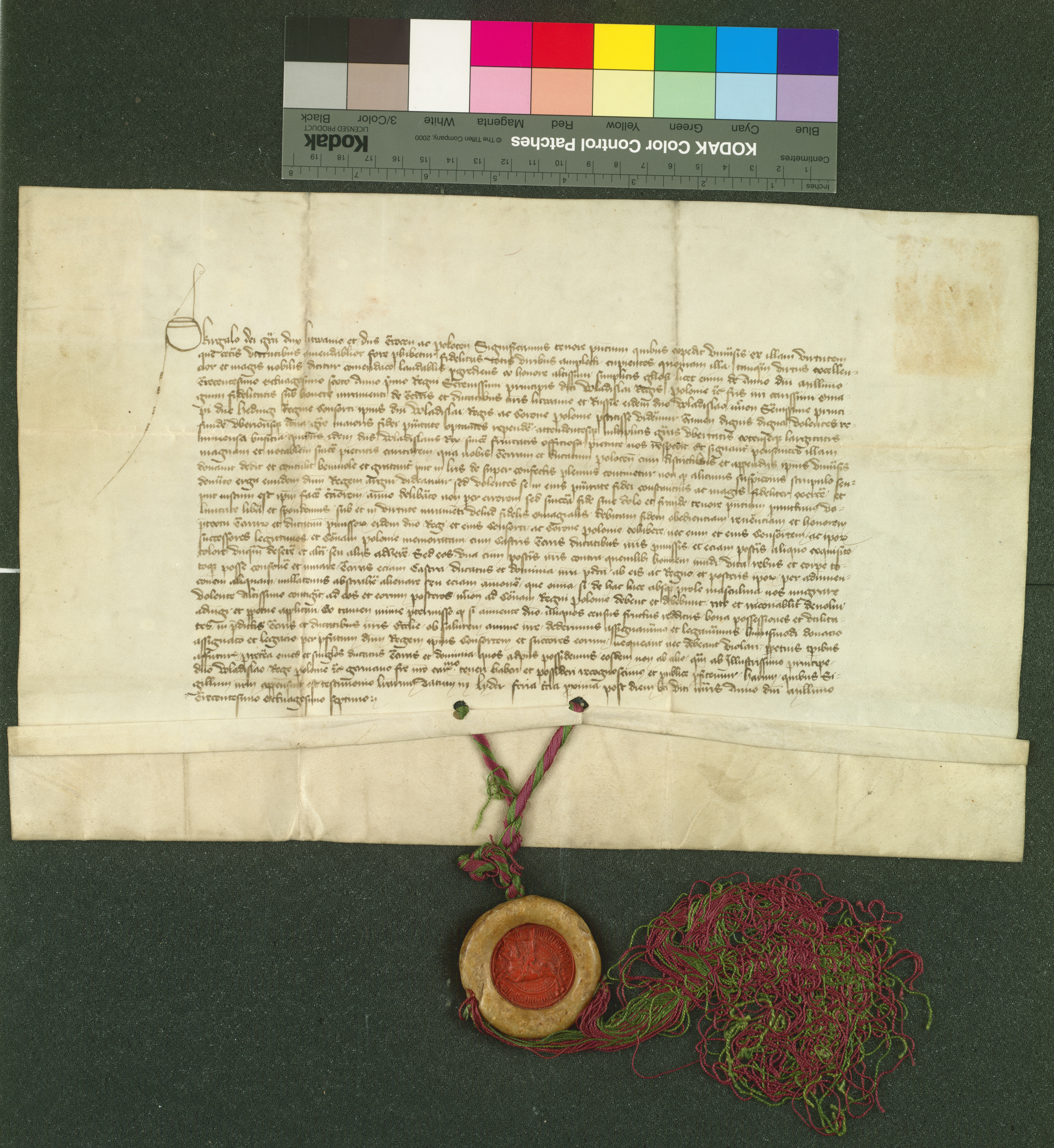
Skirgiełło, ks. trocki i połocki, ponawia zapewnienie o wierności królowi Władysławowi i koronie polskiej ze względu na dalsze nadania, zwłaszcza ziemi połockiej w 1387 roku

## Etymologia imienia
W różnych dokumentach jego imię pojawia się jako Skirgal, Skirgalo, Scirgal, Schirgal, Skirgelo, Skirgailus.
Może ono oznaczać "Jaszczur" (łot. Šķirgālis) lub pochodzić od litewskiego skirti (zamierzać, przydzielać) i gailas (potrafiący, silny), czyli "Ten który podejmuje dobre decyzje". Łotewskiej etymologii może przeczyć występowanie podobnego litewskiego imienia-nazwiska i odmiany herbu dąb, czyli Skirmunt (Skirmund) lub Skirmont.

## Życiorys
Syn wielkiego księcia litewskiego Olgierda z drugiego małżeństwa z Julianną twerską, rodzony brat Władysława Jagiełły. Dokładna data urodzenia Skirgiełły nie jest znana, obecnie badacze określają ją na ok. 1354/1355 roku.
Kwestia starszeństwa Skirgiełły nad resztą synów Olgierda i Julianny jest sporna. Niektórzy historycy (m.in. Jan Tęgowski czy Tadeusz Wasilewski) uważają Skirgiełłę za najstarszego syna wielkiego księcia Olgierda z jego drugiego małżeństwa. Ta sama hipoteza zakłada datę urodzenia Władysława Jagiełły na ok. rok 1362. Starsza koncepcja (za którą obstaje m.in. J. Nikodem) zakładająca, że to Jagiełło był najstarszym synem Julianny urodzonym w ok. 1352 roku, wskazywałaby na to, że Skirgiełło był drugim synem pary książęcej.
Skirgiełło po raz pierwszy wzmiankowany jest przez kronikę krzyżacką pod rokiem 1373 (Syrogale, filius regis Letovie, scilicet Algarden). Według niej Skirgiełło na czele 600 ludzi spalił przedmieścia Dynenburga.
Przed rokiem 1379 a najpewniej najpóźniej w 1373 roku Skirgiełło miał przyjąć chrzest w obrządku prawosławnym, przyjmując imię Iwan. Annalista toruński pod rokiem 1379 nazywa Skirgiełłę księciem ruskim – co oznaczałoby wyznanie prawosławne (nawet jeśli Skirgiełło w rzeczywistości nie dzierżył wówczas osobnego księstwa). Wigand z Marburga wskazuje na rzekome trwanie w pogaństwie Skirgiełły jeszcze w 1381 roku, co miało być powodem niechęci mieszczan połockich, których gród książę starał się opanować. Jednak źródła krzyżackie dotyczące lat wcześniejszych zdają się to podważać. Może być to problematyczne ze względu na to, że ówcześnie wśród wyznawców katolicyzmu panowało tylko nieznaczne rozróżnienie między schizmatykiem – wyznawcą wiary prawosławnej a poganinem.
Datowanie okresu, w którym książę przyjął chrzest, zależy w dużej mierze od stanowiska wobec posiadania przez niego udzielnego księstwa na Rusi jeszcze przed śmiercią Olgierda. Z posiadaniem własnych dzielnic przez synów Olgierda jeszcze za jego rządów nie zgadza się J. Nikodem, według którego uposażył ich dopiero Jagiełło. Henryk Paszkiewicz utożsamiał Skirgiełłę z księciem druckim. J. Tęgowski za bardziej prawdopodobne uznał dzierżenie przez najstarszego Olgierdowica namiestnictwa w Witebsku w latach 1373–1381, zakładając jednocześnie, że księciem druckim był przyrodni brat Skirgiełły, Dymitr Starszy.
W 1377 roku zmarł wielki książę Olgierd a schedę po nim przejął Jagiełło. Bez względu na to, czy najstarszy Olgierdowicz sprawował w tym czasie władzę w Witebsku, czy był pozbawiony własnej dzielnicy, był bliskim i wiernym współpracownikiem swojego brata, o czym świadczy powierzanie mu przez Jagiełłę wielu istotnych zadań i misji dyplomatycznych mających wpływ na politykę wielkiego księcia.
W roku 1379 Jagiełło wysłał Skirgiełłę z misją dyplomatyczną na zachód. W lipcu zanotowano jego obecność w Prusach, gdzie miał pertraktować z krzyżakami przyjęcie przez Litwę chrztu w obrządku łacińskim. Dalej przez Mazowsze Skirgiełło wraz z towarzyszącym mu 30 osobowym orszakiem miał zamiar udać się do Rzymu na spotkanie z papieżem Urbanem (Annalista Toruński), na Węgry czy nawet do Pragi, do cesarza Karola IV (Wigand z Marburga). Nie ma na to jednak żadnych dowodów źródłowych i przebieg podróży Skirgiełły, nie licząc pobytu w Prusach i na Mazowszu (gdzie w Brzegu z pewnością brał udział w zaślubinach córki Siemowita III Mazowieckiego z Henrykiem, synem księcia brzeskiego),  oparty jest jedynie na przypuszczeniach. Podzielone są zdania, jakie były główne zamierzenia wyprawy. Według S. Smolki, była to albo samodzielna decyzja Jagiełły wycelowana przeciw Kiejstutowi, bądź wspólna akcja stryja i bratanka mająca na celu oszukanie zakonu krzyżackiego i zdobycie sojuszników na zachodzie, zaznaczając i w tym przypadku osobiste dążenia Jagiełły. Drugą hipotezę częściowo, z zaznaczeniem zgodności książąt, przyjmuje J. Nikodem. Podczas pobytu Skirgiełły w Prusach miał on zapewniać, że Litwa jest gotowa przyjąć chrzest za pośrednictwem Zakonu. Byłaby to jednak decyzja skrajnie niekorzystna, dlatego najbardziej prawdopodobne, że wyrażenie gotowości do przyjęcia chrztu miało na celu jedynie ocieplić stosunki litewsko-krzyżackie. Pobyt Olgierdowicza na Mazowszu nie wydaje się niczym niecodziennym, biorąc pod uwagę różnie układające się częste stosunki łączące Litwę i sąsiadujące z nią księstwo mazowieckie w przeszłości. Także Skirgiełło, przebywając na Mazowszu z ręki Jagiełły, mógł mieć prawdopodobnie zamiar rozeznania zamierzeń Siemowita III.
Jagiełło, chcąc dalej zabezpieczyć pozycję Wielkiego Księstwa w latach 1379 oraz 1380, zawarł układy z Krzyżakami oraz zakonem inflanckim. Charakter ostatniej ugody podpisanej w Dawidyszkach jest niejednoznaczny. Większość historyków uznaje go za akt zdrady Jagiełły wobec Kiejstuta, zaś J. Nikodem uznaje, że była to wspólna decyzja stryja i bratanka mająca na celu oszukanie Zakonu. Bez względu na to, w roku 1381 Jagiełło postanowił odebrać władzę w księstwie połockim swojemu najstarszemu przyrodniemu bratu, Andrzejowi, który z racji swego pierworództwa wysuwał pretensję do objęcia tronu wielkoksiążęcego. Na następcę Andrzeja Jagiełło wyznaczył Skirgiełłę, który ruszył razem z posiłkami inflanckimi, aby zdobyć miasto. Mieszczanie lojalni Andrzejowi mieli nie przyjąć Skirgiełły i odprawić go z miasta. W tym czasie Jagiełło, który swe wojska wysłał razem z bratem do Połocka, został zaskoczony przez Kiejstuta w Wilnie, który odebrał mu stolec wielkoksiążęcy, darując za zrzeczenie się władzy Witebsk oraz Krewo, zaś jego brata Korybuta umieścił na Siewierszczyźnie. W tym czasie Skirgiełło przebywał najpewniej w Inflantach, gdzie zbiegł po nieudanym oblężeniu Połocka na wieść o zamachu.

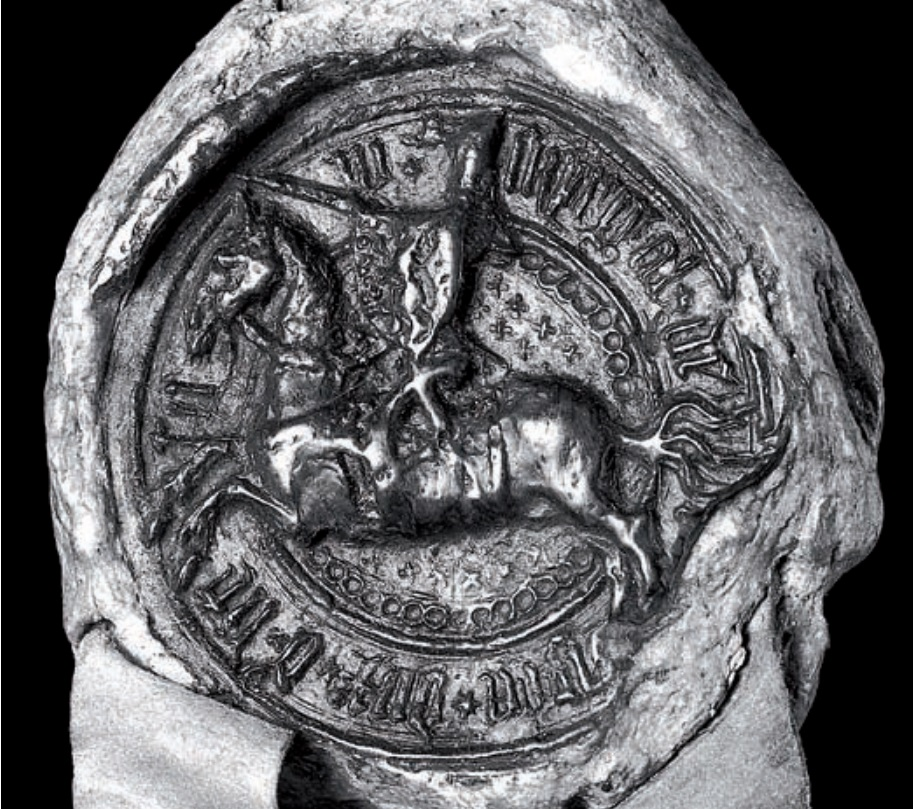
Pieczęć Skirgiełło, 1382

Kiejstut po objęciu władzy zawarł ugodę z Moskwą i powrócił do łask Andrzeja Olgierdowicza, po czym rozpoczął przygotowania do wyprawy na ziemie krzyżackie. Niedługo po zajęciu Wilna przez Kiejstuta, skonsolidowani Olgierdowicze postanowili przeciwstawić się stryjowi. Korybut podniósł bunt przeciwko wielkiemu księciu na Siewierszczyźnie. Kiejstut, udając się, aby zmusić bratanka do posłuszeństwa, zaapelował również do Jagiełły, prosząc go o pomoc w wyprawie. Ten jednak z pomocą mieszczan wileńskich i kupca Hanula, którzy otworzyli przed nim bramy Wilna, zajął stolicę. Nie przeszkodził mu w tym również syn Kiejstuta, Witold.
Wkrótce Jagiełłę miały wspomóc siły inflanckie. 6 lipca 1382 roku Jagiełło zawarł z Krzyżakami układ o neutralności Zakonu, jednakże nie skorzystał z ich czynnej pomocy militarnej. Była to zapewne zasługa Skirgiełły, który po zegnaniu Jagiełły przebywał w państwie krzyżackim, gdzie prowadził pertraktacje z Zakonem na rzecz brata.
Skirgiełło towarzyszył Jagielle w momencie gdy miało odbyć się decydujące starcie między siłami ich i Kiejstuta. Według Witolda, Jagiełło miał wówczas wysłać Skirgiełłę do obozu stryja w celu uzgodnienia warunków pokoju. Kiejstut i Witold po przybyciu do obozu Jagiełły zostali schwytani – stryj został przez Skirgiełłę odwieziony pod strażą do Krewa, gdzie zmarł. O śmierć ojca Witolda oskarżał właśnie Skirgiełłę, który miał przyczynić się do tajemniczej śmierci księcia. Biorąc jednak pod uwagę bardzo stronniczy charakter Skargi, o wiele prawdopodobniejsze jest to, że starszy wiekiem Kiejstut zmarł z wycieńczenia bądź na skutek choroby.
Po powrotnym objęciu władzy na Litwie Jagiełło przekazał Skirgielle księstwo trockie, dotychczasowo dzierżone przez Kiejstuta. Od tamtego czasu zgłaszał do ojcowizny swoje pretensje Witold. Kiejstutowiczowi udało się zbiec z niewoli a w roku 1384 pogodzić się z wielkim księciem. Mimo to nie odzyskał ojcowizny, co było początkiem konfliktu między Witoldem a Skirgiełłą.

### Unia w Krewie
Nie roztrząsając kwestii, kto był inicjatorem rozmów polsko-litewskich, Skirgiełło jako zaufany współpracownik Jagiełły odegrał w realizacji tych rozmów znaczącą rolę.
W roku 1384 miał wziąć udział razem z braćmi Jagiełłą i Witoldem w rozmowach z księciem moskiewskim Dymitrem Dońskim dotyczącym ewentualnego mariażu Jagiełły z Zofią Dymitrówną i jego chrzest w obrządku wschodnim.
Historycy różnie określają, kiedy dokładnie rozpoczęto rokowania. Niektórzy wskazują na rok 1383 – misja dyplomatyczna na Litwę miała być skutkiem rozmów prowadzonych wówczas w Sieradzu. Jest to jednak mało prawdopodobne, gdyż w Polsce nadal panowało bezkrólewie, a królewna Jadwiga nadal przebywała na Węgrzech pod opieką matki.
W październiku 1384 roku na koronacji Jadwigi obecny miał być wielki książę litewski, identyfikowany właśnie jako Skirgiełło. Jednak niektórzy historycy (B. Wyrozumska a za nią J. Nikodem) podważają obecność któregokolwiek z litewskich książąt na koronacji w 1384, uznając tę wzmiankę za dotyczącą w rzeczywistości roku 1386.
W styczniu 1385 roku wielki książę wystosował poselstwo do Krakowa, które na celu miało przeprowadzenie wstępnych rozmów dotyczących mariażu z polską królową. Delegacji przewodził doświadczony Skirgiełło, którego obecność jako książęcego brata, najbliższego i najbardziej zaufanego współpracownika wielkiego księcia nadawała jej oficjalnego i prestiżowego charakteru. Świadczy to również o ogromnym zaufaniu, jakim był darzony. Skirgielle towarzyszyli Hanul, kupiec z Rygi, również bliski współpracownik wielkiego księcia oraz, według różnych wersji Olgimunt, identyfikowany zazwyczaj jako Iwan Olgimuntowicz, książę holszański, oraz Borys, którego identyfikuje się w histografii najczęściej z Borysem Koriatowiczem, księciem podolskim, stryjecznym bratem Jagiełły.
Pertraktacje musiały dojść do skutku, gdyż zdecydowano się wówczas wysłać polsko-litewskie poselstwo, które już bez Skirgiełły, miało udać się na Węgry, do królowej-matki, Elżbiety Bośniaczki.
Bracia wielkiego księcia Jagiełły, książęta litewscy Skirgiełło, Lingwen, Korybut i Witold poświadczają akt krewski, wydany 14 sierpnia 1385 roku. Zgodnie z układem chrzest wielkiego księcia i jego braci nie obejmował tych już ochrzczonych w wierze prawosławnej – w tym Skirgiełły.

### Po koronacji Jagiełły
Według niektórych historyków po uzyskaniu przez Jagiełłę korony Królestwa Polskiego Skirgiełło od 1386 r. do około 1392 r. piastował tytuł wielkiego księcia litewskiego. Inni historycy uważają, że w tym okresie Skirgiełło był jedynie namiestnikiem Jagiełły. O wiele prawdopodobniejsza zdaje się jednak być ta druga hipoteza. Po 4 marca 1386 roku jako książę litewski złożył hołd homagialny królowi Władysławowi II Jagielle, królowej Jadwidze Andegaweńskiej i Koronie Królestwa Polskiego.
Koronacja Jagiełły umocniła rolę nie tylko wielkiego księcia, ale również samego Skirgiełły, który po powierzeniu mu rządów namiestniczych na Litwie stał się najważniejszą osobą w Wielkim Księstwie. Zakres władzy i posiadłości podległych bezpośrednio Skirgielle został konkretnie określony w przywileju wydanym przez Jagiełłę w Skojsterach w kwietniu 1387 roku. Skirgiełło zatwierdzony jako książę trocki i połocki złożył bratu hołd wierności w Lidzie niedługo potem. W latach 1387–1392 Skirgiełło prowadził z różnym skutkiem walki z zakonem krzyżackim.
Z wyniesieniem Olgierdowicza nie mógł pogodzić się zepchnięty ze sceny politycznej i pozbawiony ojcowizny Witold. Prowadził on działania wymierzone w osobę księcia trockiego. Z późniejszych dokumentów wydawanych przez Witolda, gdy starano się pogodzić braci stryjecznych, wynika, że rozpowszechniał on różnego rodzaju oszczerstwa wymierzone właśnie w Skirgiełłę. Starał się skompromitować go jako namiestnika, aby wzmocnić własną pozycję i ewentualnie zająć jego miejsce. Do pogodzenia obu książąt król starał się doprowadzić w Lublinie w maju 1389 roku.
Skirgiełło brał czynny udział w pertraktacjach polsko-krzyżackich i utrzymywał kontakty z członkami Zakonu jako wierny sojusznik króla polskiego. Zaliczył się do delegacji wyznaczonej przez Jagiełłę na rozmowy z zakonem krzyżackim w Nidzicy, które odbyły się 6 czerwca. W skład delegacji weszli również Siemowit IV, Sędziwój z Szubina, Wigunt, Jan Tarnowski (zm. 1409) i biskup Dobrogost.
Ugoda doszła wówczas do skutku, ale nie zmieniła postawy księcia Witolda. Niedługo potem zaczął nawiązywać stosunki dyplomatyczne z Moskwą, do czego nie miał prawa – spotkało się to z niezadowoleniem króla i królewskiego namiestnika, którzy dążyli do alienacji politycznej Witolda. W tym samym roku podczas nieobecności Skirgiełły Witold podjął nieudaną próbę zajęcia Wilna i przejęcia władzy na Litwie. Po zduszeniu buntu przez Korybuta Olgierdowicza Witold zbiegł do Prus. Po przyjęciu Witolda, Krzyżacy zaczęli tłumaczyć swoją wzmożoną ofensywę na ziemie litewskie poprzez chęć zwrócenia Kiejstutowiczowi jego ojcowizny i należnych mu ziem.
1390 roku Skirgiełło jako naczelny dowódca obrony brał udział w oblężeniu Wilna przez Krzyżaków, w którym zginął jego młodszy brat – Korygiełło.
22 lipca 1391 w Nowym Mieście Korczyn król Władysław wystawił dokument, w którym przyrzekał swemu bratu Skirgielle, że nigdy, nawet rodzonemu bratu, nie odda bez jego wiedzy Wilna, Witebska, Grodna i Merecza, a ziemie te na zawsze pozostaną w rękach króla i jego potomków. Wkrótce potem, w obliczu zagrożenia ze strony Zakonu i jego sojusznika księcia opolskiego, Jagiełło w porozumieniu ze Skirgiełłą zdecydował się zawrzeć z Witoldem ugodę. Poselstwo od króla przywiózł Witoldowi Henryk Siemowitowic. Witold zdecydował się podjąć rozmowy, po czym zbiegł i spalił zamek Ritterswerder, w którym wówczas rezydował.
Ugoda w Ostrowie miała miejsce 4 sierpnia 1392 roku. Dokumenty wystawili wówczas Witold oraz jego żona Anna. Na mocy ugody Witold odzyskał swoje patrymonium i został namiestnikiem wielkiego księcia na Litwie oraz uzyskał resztę prerogatyw, którymi wcześniej cieszył się Skirgiełło, który zaś miał zostać księciem kijowskim po zegnaniu zeń Włodzimierza Olgierdowicza.
Jest bardzo mało prawdopodobne, by przekazanie Witoldowi namiestnictwa stało się całkowicie wbrew woli Skirgiełły bądź bez jego wiedzy. Byłoby to posunięcie ryzykowne dla Jagiełły, gdyż mogło w przyszłości jedynie zaognić rozbicie wewnętrzne na Litwie. Z tego samego powodu mało prawdopodobne wydaje się, aby skonfliktowani Skirgiełło i Witold mieli od tamtego czasu pełnić współrządy, co dopuszczali niektórzy historycy.

### Po ugodzie ostrowskiej
Od tamtego czasu Witold skutecznie umacniał swoją pozycję na Litwie. Konflikt między nim a Skirgiełłą nadal trwał. W grudniu 1392 roku w Bełzie Jagiełło wystawił dokument oświadczający, że pogodził z sobą obu braci. Witold przyrzekł wówczas Skirgielle pomoc w przejęciu władzy w Kijowie.
Na początku 1393 roku posłuszeństwo Witoldowi wypowiedział książę siewierski, Korybut. Po zmuszeniu królewskiego brata do kapitulacji Witold zajął jego dzielnicę. Wyeliminował w ten sposób ważne ogniwo polityki Jagiełły na Litwie. Nie jest jasne jaki był powód owego buntu, lecz nie jest wykluczone, że podsycał go sam Kiejstutowicz.
Najprawdopodobniej pod koniec 1393 roku Witold oraz Skirgiełło ruszyli z polecenia Jagiełły, aby stłumić bunt najmłodszego Olgierdowicza – Świdrygiełły, który po śmierci matki, chcąc wyemancypować się spod władzy królewskiego brata, objął samodzielne rządy w Witebsku. W ten sposób Witold powiększył zakres swojej władzy pozbywając się kolejnego władcy dzielnicowego.
W tym samym roku Skirgiełło zwrócił się o pomoc do króla wobec zwłoki Witolda w wypełnieniu przyrzeczenia złożonego w Bełzie. W październiku 1393 roku we Lwowie po raz kolejny dążono do pogodzenia stryjecznych braci. Był to drugi raz – po ugodzie ostrowskiej – gdy Jagiełło angażował w spór książąt królową Jadwigę.
W następnym roku podczas wyprawy Witolda na południe dokonano zegnania z Podola Koriatowiczów oraz Włodzimierza Olgierdowicza z Kijowa. Skirgiełło najprawdopodobniej objął władzę w Kijowie na parę miesięcy przed śmiercią w grudniu 1394 roku bądź w ogóle nie zdążył tego zrobić. Po jego śmierci Witold ustanowił w Kijowie swojego namiestnika, Iwana Olgimuntowica.
W latach 1382–1392 Skirgiełło był więc księciem trockim, nadto w 1387–1394 również księciem połockim, a od 1394 księciem kijowskim. Zmarł prawdopodobnie otruty w grudniu 1394 roku.

### Małżeństwo i potomstwo
Nie wiadomo, aby Skirgiełło kiedykolwiek się ożenił i wszystko wskazuje na to, że zmarł bezpotomnie. Jednak istnieje hipoteza, jakoby chrzczona na Wawelu w listopadzie 1393 roku księżniczka była córką Skirgiełły. Świadczyłaby o tym jego obecność przy chrzcie przy jednoczesnym braku wzmianek o rodzicach księżniczki, których identyfikuje się najczęściej z księciem mazowieckim Siemowitem IV i Aleksandrą Olgierdówną. Świadczyłby również o tym fakt, że księżniczkę chrzczono nie w niemowlęctwie a jako przynajmniej kilkuletnie dziecko – była to więc zapewne konwersja z prawosławia, która wówczas wymagała powtórzenia przyjęcia chrztu.

## Charakterystyka
Duża część podań o charakterze Skirgiełły znana jest ze stronniczych relacji księcia Witolda zawartych przede wszystkim w jego Skardze spisanej podczas jego pobytu w Prusach. Ten obraz powiela za nim również Jan Długosz. Olgierdowicz jest w nich przedstawiony jako okrutny, porywczy i nadużywający alkoholu. Według kronikarza okrucieństwo księcia miało być powodem jego otrucia przez jednego z prawosławnych mnichów a "do tego stopnia budził postrach u Rusinów, że mieli się go bać nawet po śmierci".
Ze swojego życiorysu Skirgiełło jawi się jako najbardziej zaufany i najwierniejszy współpracownik Władysława Jagiełły, zdolny i doświadczony dyplomata, polityk i dowódca. Zgadzając się na odebranie mu namiestnictwa na rzecz Witolda, wykazał się zdolnościami politycznymi, które wykraczały poza dążenie do zaspokojenia osobistego interesu.
Skirgiełło najprawdopodobniej cieszył się sympatią swojej bratowej, królowej Jadwigi, z którą utrzymywał przyjacielskie stosunki. Podczas trwającego konfliktu z Witoldem często przebywał w jej otoczeniu – rachunki dworskie wspominają o spożywanych przez nich wspólne posiłkach. Sama Jadwiga dwukrotnie, w Ostrowie i we Lwowie, stawała w obronie szwagra (nie da się jednak ukryć, że przede wszystkim z powodu wspomagania polityki męża).
Według Jana Długosza książę Skirgiełło planował przyjąć chrzest w obrządku łacińskim, lecz przeszkodziła mu w tym przedwczesna śmierć.

### W kulturze
Skirgiełło występuje w III sezonie serialu Korona królów emitowanego przez TVP1. W jego rolę wcielił się Antoni Sałaj.